# Francisc Balla
Pour les articles homonymes, voir Balla.
Francisc Balla est un lutteur roumain né le 22 octobre 1932 à Păuleni-Ciuc, et mort le 16 octobre 2023. Il est spécialisé en lutte libre.

## Palmarès

### Championnats du monde
- Médaille d'argent dans la catégorie des moins de 87 kg en 1965 à Manchester
- Médaille d'argent dans la catégorie des moins de 87 kg en 1967 à New Delhi

### Championnats d'Europe
- Médaille d'argent dans la catégorie des moins de 87 kg en 1967 à Istanbul
- Médaille de bronze dans la catégorie des moins de 87 kg en 1968 à Skopje